# Pyrgoniscus intermedius
Pyrgoniscus intermedius là một loài chân đều trong họ Armadillidae. Loài này được Lewis miêu tả khoa học năm 1998.